# 聖克魯斯島 (厄瓜多爾)

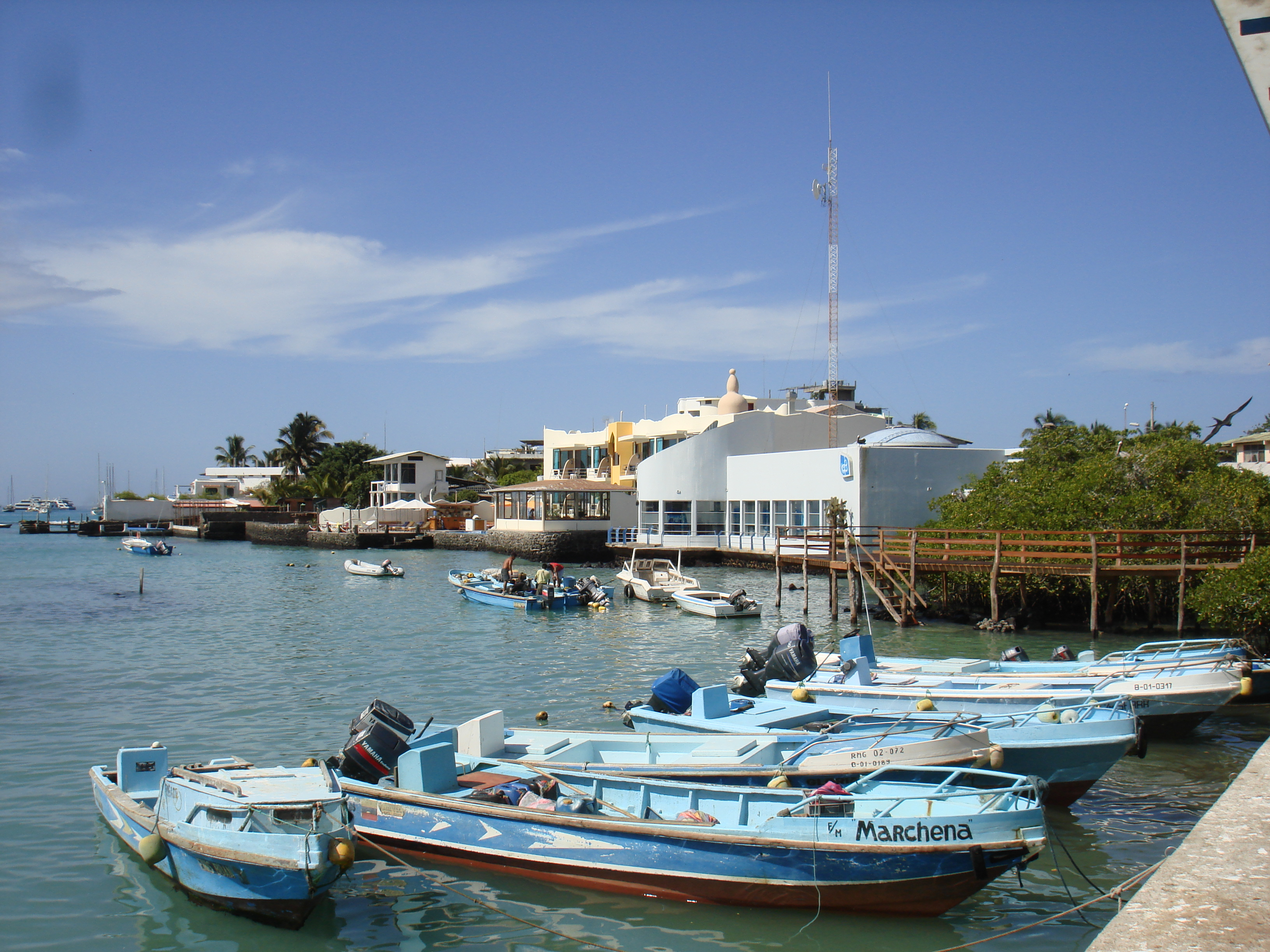
圣克鲁斯岛首府阿約拉港的港口一景

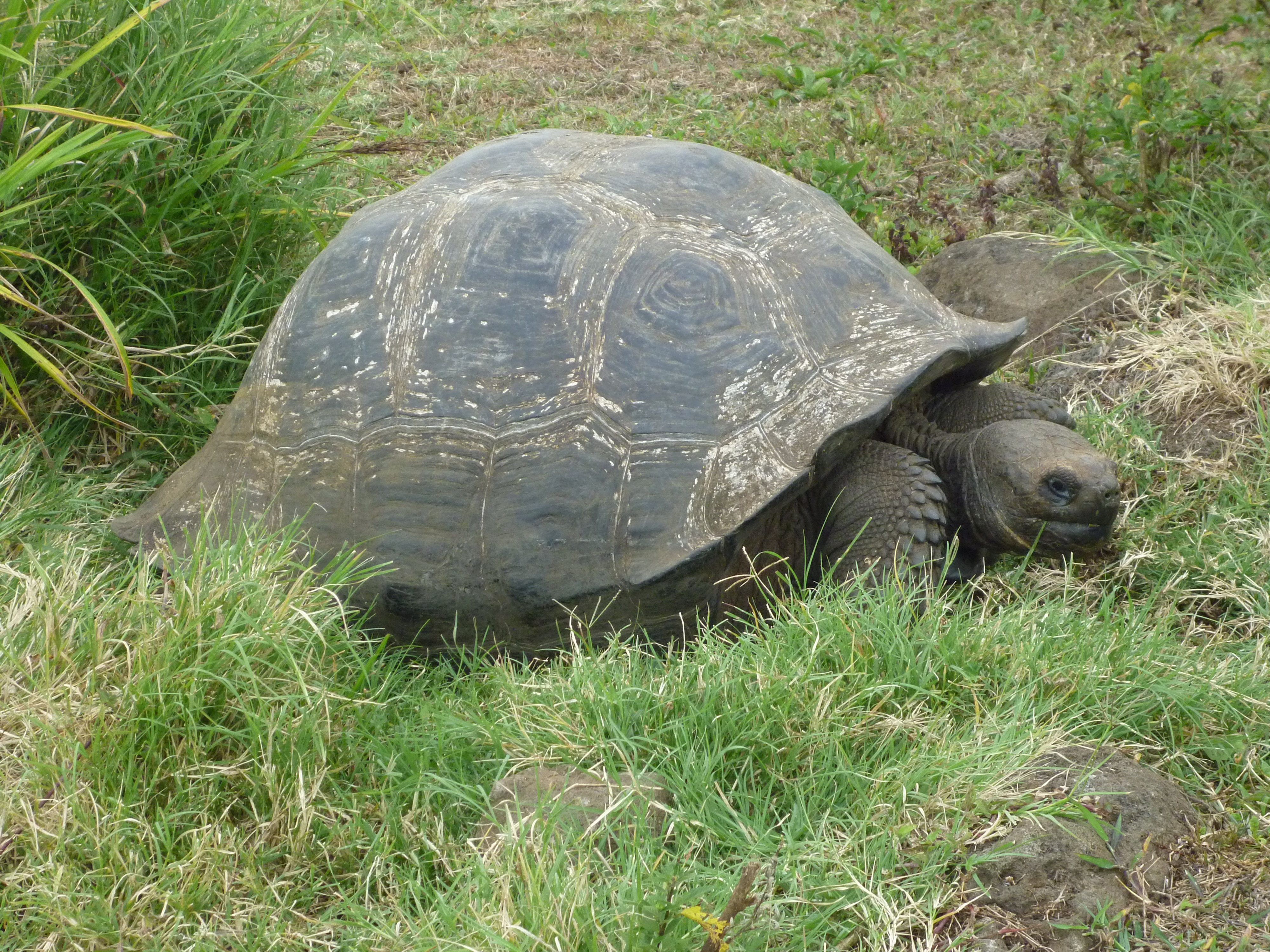
加拉帕戈斯象龜是加拉帕戈斯群島當地的特有動物品種。當年達爾文就是透過觀察包括圣克鲁斯岛在內、各島上的象龜亞種，啟發他之後提出進化論概念的靈感

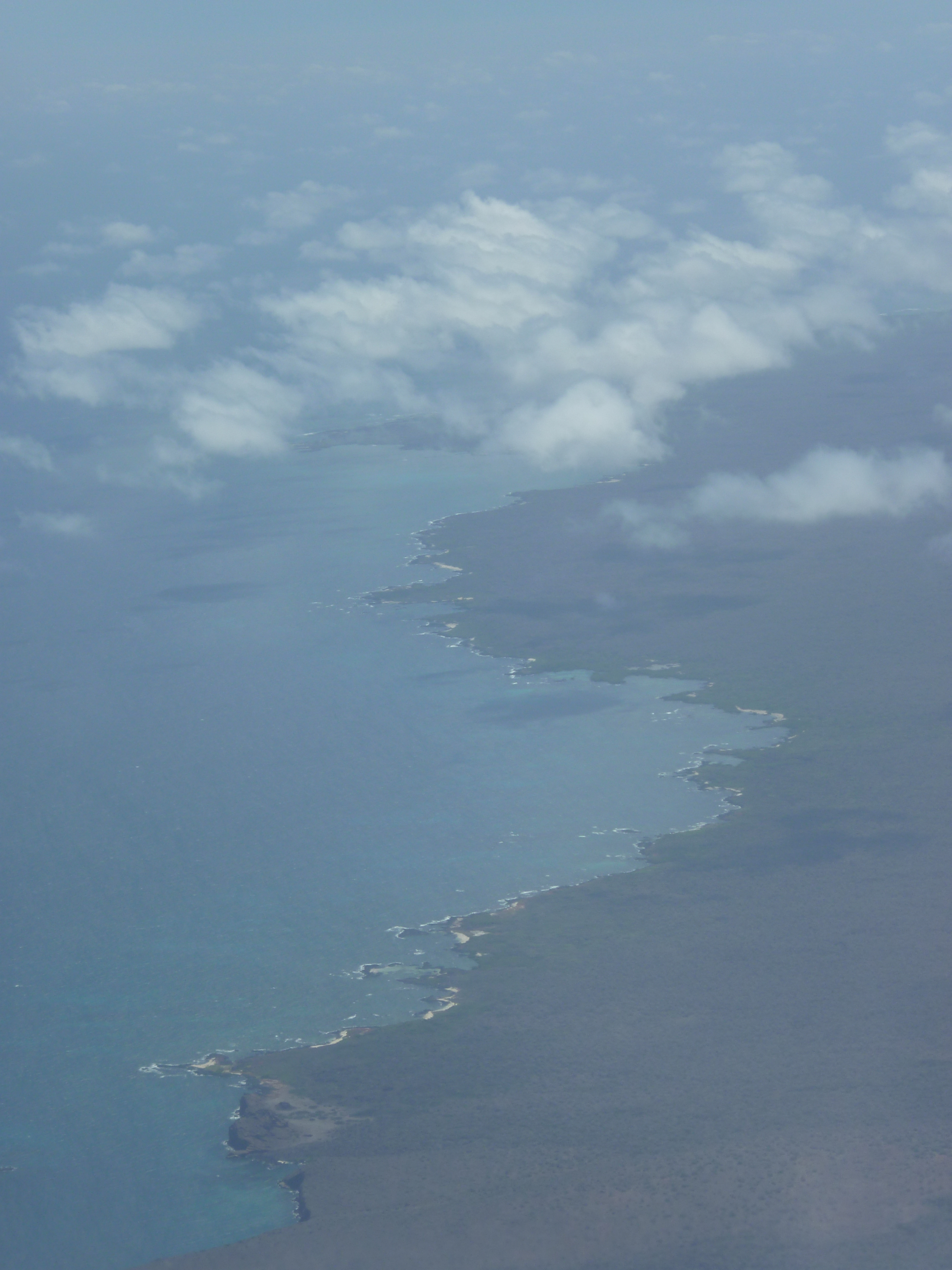
圣克鲁斯岛海岸線的空中鳥瞰

圣克鲁斯岛（西班牙語：Isla Santa Cruz）是南美洲國家厄瓜多爾的島嶼，位於加拉帕戈斯省，面積986平方公里，是科隆群島（加拉帕戈斯群島）的第二大島嶼，島上最高點海拔864米，首府為阿約拉港。該島是一座休眠火山，最近一次火山爆發估計在150萬年前發生。

## 外部連結
- Santa Cruz Island Information Archive.today的存檔，存档日期2012-05-26

00°38′S 090°22′W / 0.633°S 90.367°W